# ريكي ويلسون
ريكي ويلسون (بالإنجليزية: Ricky Wilson) هو كاتب أغاني وعازف قيثارة ومغني أمريكي، ولد في 19 مارس 1953 في أثينا في الولايات المتحدة، وتوفي في 12 أكتوبر 1985 في نيويورك في الولايات المتحدة بسبب إيدز.

## وصلات خارجية
- ريكي ويلسون على موقع IMDb (الإنجليزية)
- ريكي ويلسون على موقع ميوزك برينز (الإنجليزية)
- ريكي ويلسون على موقع إن إن دي بي (الإنجليزية)
- ريكي ويلسون على موقع أول ميوزيك (الإنجليزية)
- ريكي ويلسون على موقع ديسكوغز (الإنجليزية)